# Alina Andrejewna Makarenko
Alina Andrejewna Makarenko (russisch Алина Андреевна Макаренко; * 14. Januar 1995 in Elista) ist eine ehemalige russische Rhythmische Sportgymnastin.

## Karriere
Makarenko begann bereits im Alter von vier Jahren mit der rhythmischen Sportgymnastik und entwickelte sich zu einem festen Mitglied der russischen Rhythmik-Nationalmannschaft. Ihren ersten großen Erfolg feierte sie bei den Olympischen Jugendspielen 2010, als sie im Gruppenmehrkampf die Goldmedaille gewann.
Bei den Weltmeisterschaften 2011 holte sie mit der Gruppe Gold in der Übung mit fünf Bällen sowie Silber im Mehrkampf. Ihre Erfolge setzten sich 2012 fort: Bei den Europameisterschaften gewann sie sowohl den Gruppenmehrkampf als auch die Übung mit fünf Bällen souverän. Ein paar Monate später erreichte sie bei den Olympischen Spielen in London den Höhepunkt ihrer sportlichen Laufbahn mit olympischem Gold im Gruppenmehrkampf.
Für ihre herausragenden Leistungen wurde Makarenko 2011 mit dem Titel Verdienter Meister des Sports Russlands geehrt. Ein Jahr später erhielt sie zudem den Orden der Freundschaft.
Nach dem Ende ihrer aktiven Karriere war Makarenko ab 2021 als Trainerin tätig. Zusätzlich übernahm sie die Funktion der Präsidentin des Turnverbandes für Rhythmische Sportgymnastik der Republik Kalmückien.